# 奇斯托波爾區

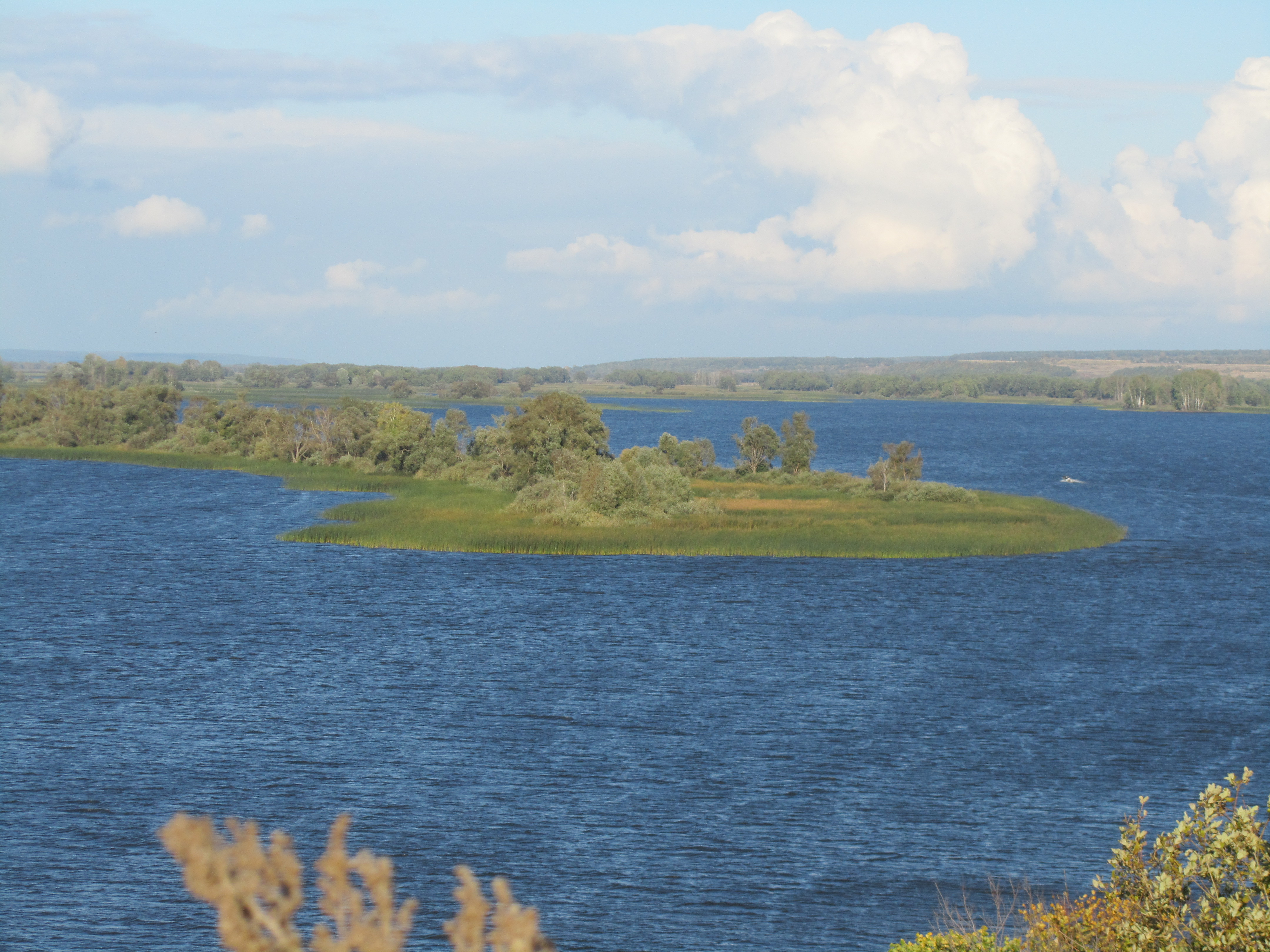

55°17′N 50°42′E / 55.283°N 50.700°E
奇斯托波爾區（俄语：Чистопольский район），是俄羅斯的一個區，位於該國西部，由韃靼斯坦共和國負責管轄，面積1,823平方公里，2010年人口19,406，人口密度每平方公里10.65人。